# Triangel
 For alternative betydninger, se Triangel (flertydig). (Se også artikler, som begynder med Triangel)
Trianglen er et musikinstrument og bliver brugt som slagtøj, som oftest i forbindelse med symfoniorkestre. Trianglen er konstrueret af metal og er formet som en trekant, hvoraf navnet forekommer (en: triangle; direkte oversat: da: tre-kant). Metallet er på moderne triangler oftest af stål. I folkemusik, samba og rockmusik er trianglen ofte håndholdt, så en side kan bliver dæmpet ved hjælp af fingrene, hvilket påvirker tonens frekvens, i modsætning til klassiske sammenhænge hvor trianglen hænger fra en snor. 

## Udformning
Den ene af vinklerne i trianglen er åben, så enderne ikke rører hinanden. Dette gør at instrumentet ikke er stemt i én tone. Trianglen er hængt op i en snor ved en af hjørnerne, medmindre trianglen er designet til at skulle bruges håndholdt. Man anslår normalt trianglen med en metalstav, hvilket frembringer en klingende høj tone, alt afhængigt af håndteringen af instrumentet, og trianglens størrelse. 
Det er normalt at triangler i dag er formet som ligesidede trekanterer, hvorimod de før hen oftest var formet som ligebenede trekanter.

## Oprindelse
Trianglens oprindelse er ukendt, men en række malerier fra middelalderen viser en engel, der spiller på triangel. Dette kan tyde på at instrumentet dengang har spillet en rolle for kirken. Andre malerier viser at den har været brugt i folkemusik.

## Musikere
En betydningsfuld musiker som har spillet triangel er John Deacon, som var medlem af rock-gruppen Queen. Han spillede bl.a. trianglen live i sangen Killer Queen, hvor den hang fra hans mikrofon. 
Trianglen kan også høres i Joni Mitchell sang "Big Yellow Taxi".